# 猫カフェ

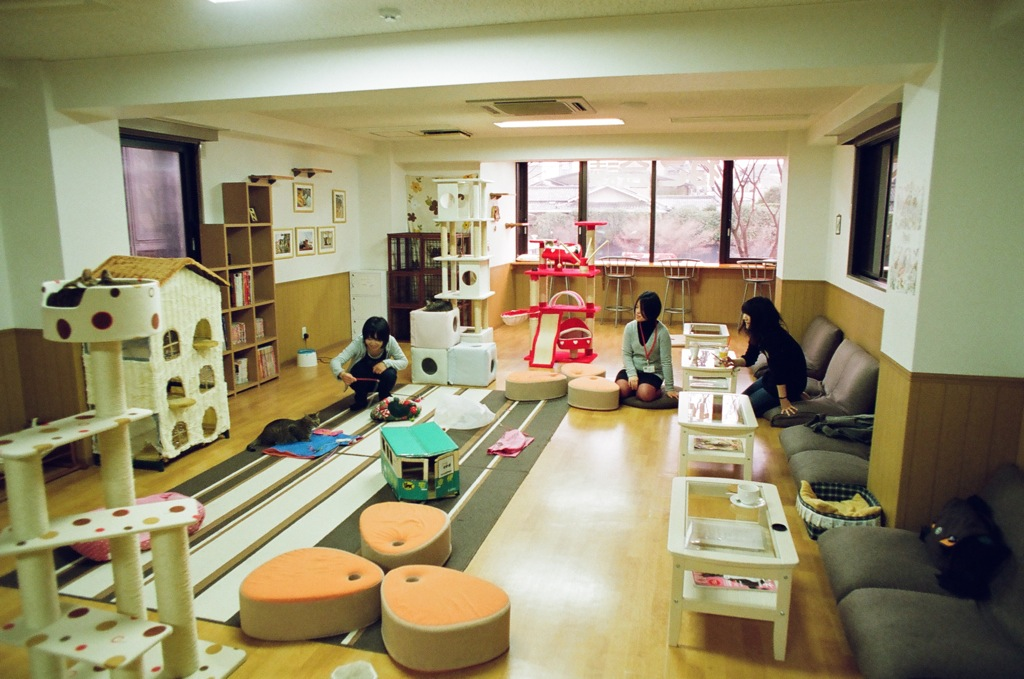
一般的な猫カフェの様子。向かって右手には来店者の喫茶ブースがあり、向かって中央から左手に来店者が猫とふれあう為の遊具が揃っている。

猫カフェ（ねこカフェ）、猫喫茶（ねこきっさ）とは、室内に猫を放し飼いにし、猫とふれあう時間を提供する業態の喫茶店である。

## 概要

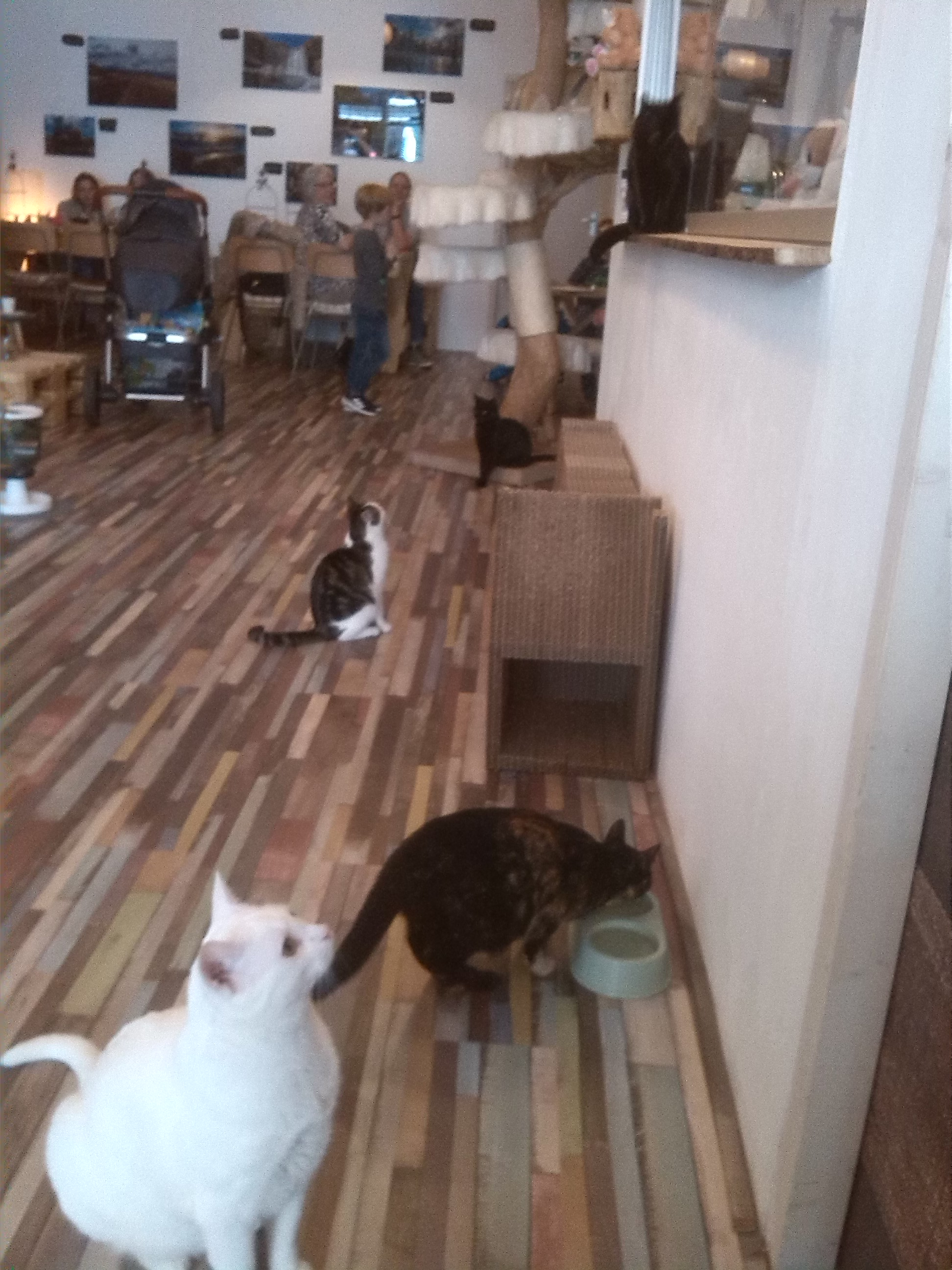
ロッテルダム

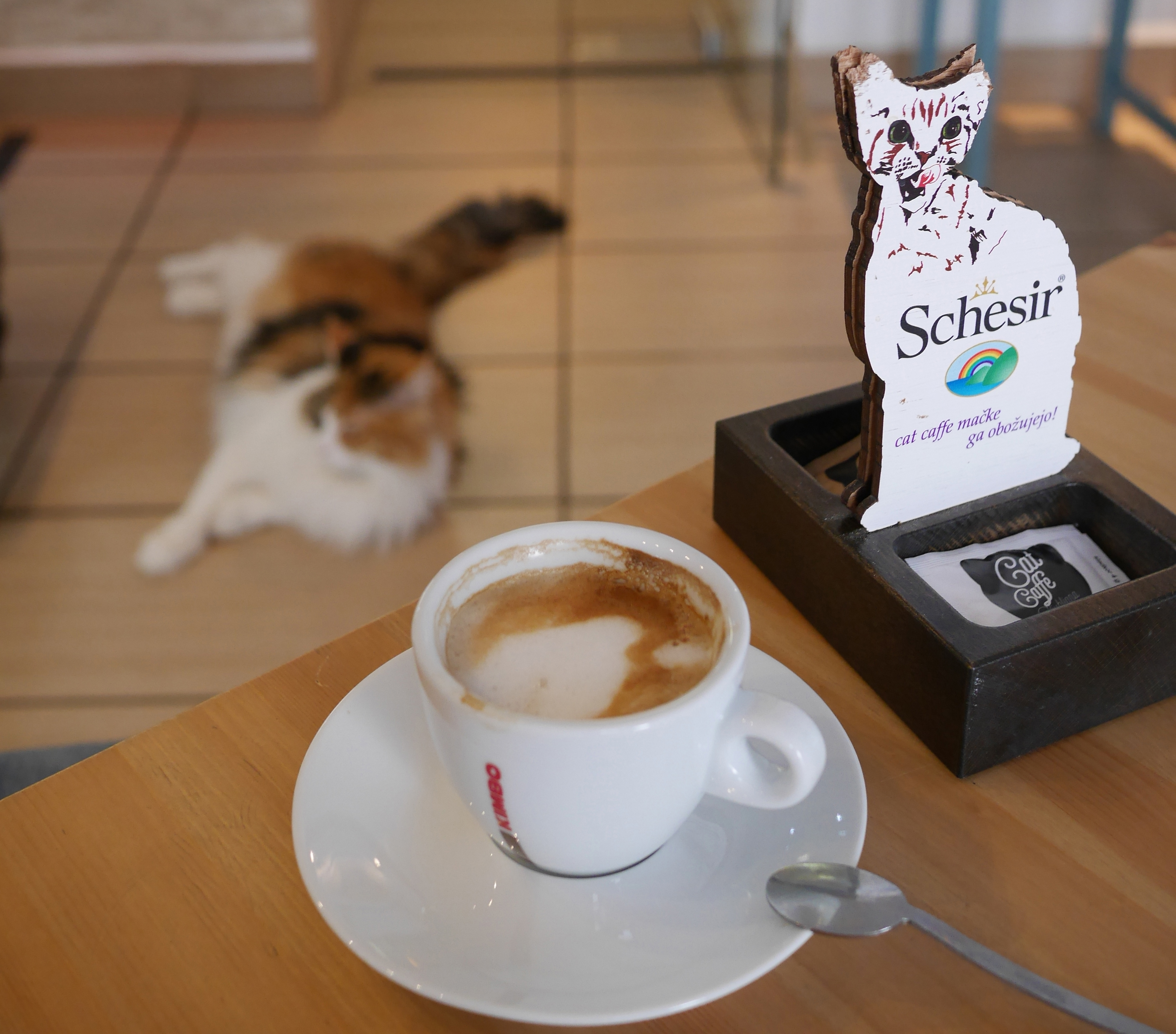
リュブリャナ

カフェの名の通り飲食店の一種であるが、猫と同じ空間でくつろげ、猫に癒されることを主な目的とする。保護団体や保護活動を行う個人が迷子になった猫や捨て猫などを保護し（保護猫）、里親を見つける活動を行う場合もある。一般的には、通常のカフェに数匹の猫が放し飼いにされており、利用者はそこで飲食したり猫とふれあって時間を過ごす。猫との接触が可能な場所と飲食スペースが分離されている店舗もある。
台湾・台北市で1998年に開店した「猫花園（貓花園）」が世界初の猫カフェとされ、日本では2004年に開店した大阪市北区の「猫の時間」が国内初であるとされる。
フィンランド第2の都市タンペレで、保護猫カフェ Purnauskis が2014年10月開業。また、イギリスのブリストルには猫パブがある。
ネコミミカフェ（喫茶）と呼ばれる猫に扮した店員が接客を行う喫茶店は、コスプレ系飲食店の一業態であり、猫カフェとは区別される。

## 営業形態

### 営業時間
日本では2012年6月に改正された動物愛護法の施行規則改正に伴い、午後10時以降の営業が禁止になっている。改正以前には24時間営業している店舗もあった。定休日は、猫の定期健康診断などに充てられることが多い。猫のストレスを少なくするため、猫ごとに休息日を設け、丸一日客とは完全に隔離して過ごさせることもある。

### 利用時
猫の扱いについて注意すべきことがあり、初めての利用の場合は、店員の説明を受ける必要がある。
日本では時間制の料金が課金されている店が多く、台湾では「最低消費額」という、店にいる間は一定の金額を飲食することという規則を設けている店が多い。日本ではソフトドリンクサービスのみの店が多く、台湾では食事や酒類を提供する店もある。
先に注文と、必要であればコースの指定を行い、あとは時間の許す限り自由に猫と触れ合うことができる。猫に餌をあげたり、猫じゃらしなどのおもちゃで遊ぶことのできる店舗もある。

### 利用者層
利用者は老若男女様々である。都市部や集合住宅などでペットを飼えないため猫カフェにやってくるという客もいる。

## 猫カフェの経営と問題
猫カフェの営業形態は動物の「展示」に当たるため、動物の愛護及び管理に関する法律（動物愛護法）に基づく動物取扱業の登録が必要である。飲食店と動物の展示（飼育を含む）という衛生面では相反する業態を複合させたものであり、所轄の保健所とよく相談し、指導を仰ぐ必要がある。

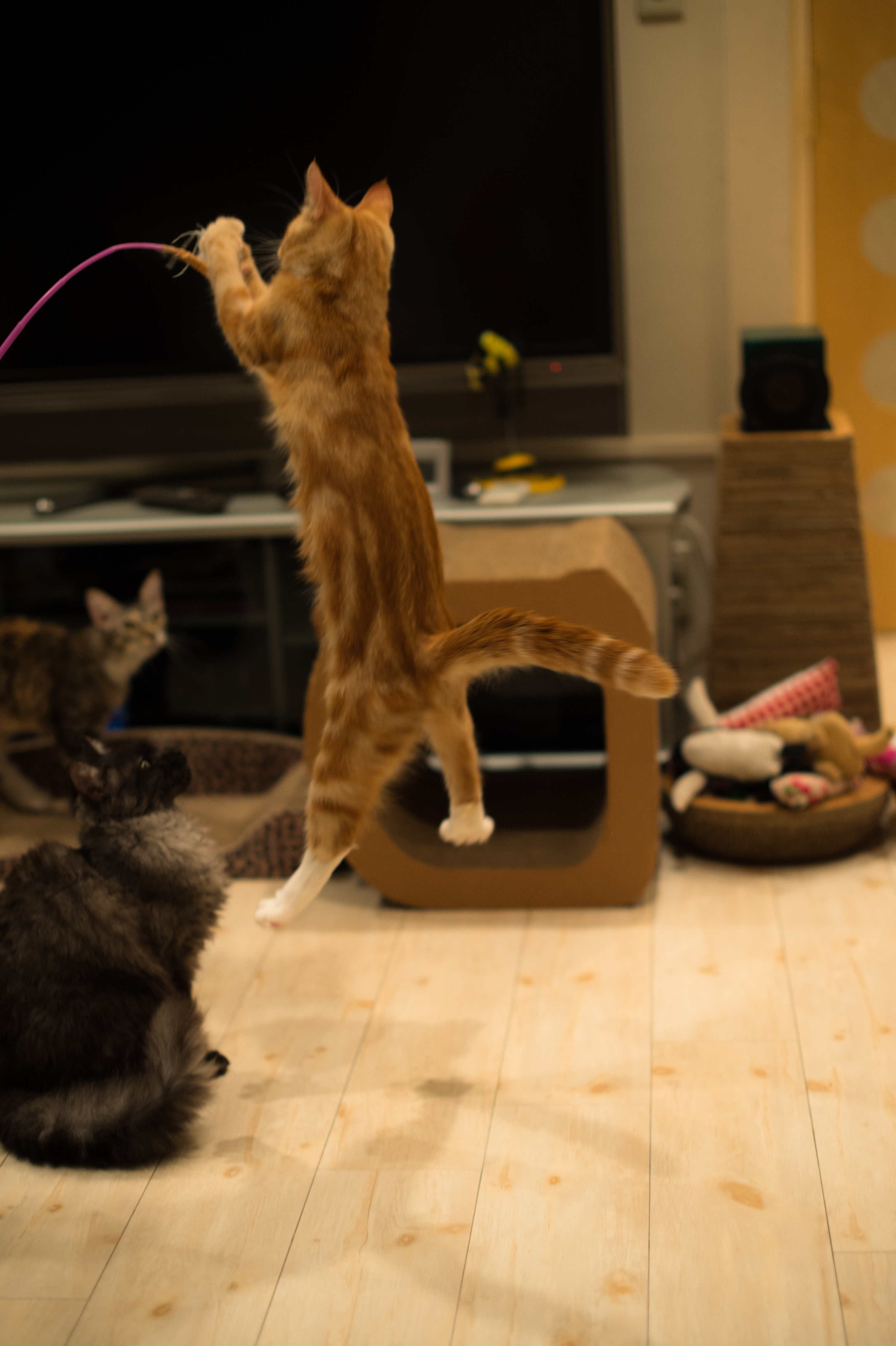
猫じゃらしで遊ぶ猫カフェの猫。

猫カフェの経営は、飲食店としてはメニューの簡易化などによって通常の店舗よりランニングコストは低く抑えることができる反面、閉店時や定休日であっても猫の健康管理をするスタッフが必要となる。閉店時刻をできるだけ遅くする（猫達の就寝時間帯開始時刻ぎりぎり手前とする。猫に就寝を促す店内消灯・エアコン温度自動調整設定後に退勤）運用で、直接利益が生み出されない作業の人件費を抑えることも可能だが、反面、深夜時間帯では入店客数も限られてくるという悩ましい問題も抱えてしまう。
2012年6月1日から施行された動物愛護法の規則改正により、20時以降はペットショップなどでの展示・販売が禁止される。猫カフェにおいても同法が準用される可能性が指摘されたが、環境大臣の諮問機関である中央環境審議会動物愛護部会は、1歳以上の猫が自由に動ける環境が確保されていることを条件として、22時までの猫カフェの営業（動物愛護法での展示に相当）を認める経過措置をとることを決めた。2年間の猶予期間を経過した時点で再度規制が必要か議論する予定としていた。その後の2016年4月27日の中央環境審議会動物愛護部会において、条件付きで22時までの展示が了承された。
多くの店舗では、その店舗のマスコット的な猫をSNSや動画サイトに投稿するなどのアイドルさながらの売り込みを行っている。一方、近年は、猫カフェ出店が相次いでいるため、「独自色」を出すため、内装を工夫したり、雑貨の取り扱い、カメラ（写真機）の修理を受け付けたり、品種においては、あえて血統のいい猫を置かず、捨て猫や雑種を中心に配置し里親を見つけながら経営を行う店舗も存在する。
2018年8月2日、ケイアイコーポレーションの運営する猫カフェMOCHAの立川店舗にて7匹の猫が猫パルボウィルスに感染して亡くなった事を公式ウェブサイトで公表し、関東地区の全店舗を臨時休業する出来事があった。